# (7003) Zoyamironova
(7003) Zoyamironova (1976 SZ9) est astéroïde de la ceinture principale, découvert le 25 septembre 1976 par l'astronome soviétique Nikolaï Tchernykh à l'observatoire d'astrophysique de Crimée.